# Psylliodes hispana
Psylliodes hispana é uma espécie de insetos coleópteros polífagos pertencente à família Chrysomelidae.
A autoridade científica da espécie é Heikertinger, tendo sido descrita no ano de 1911.
Trata-se de uma espécie presente no território português.